# Övre Spannmålsgatan

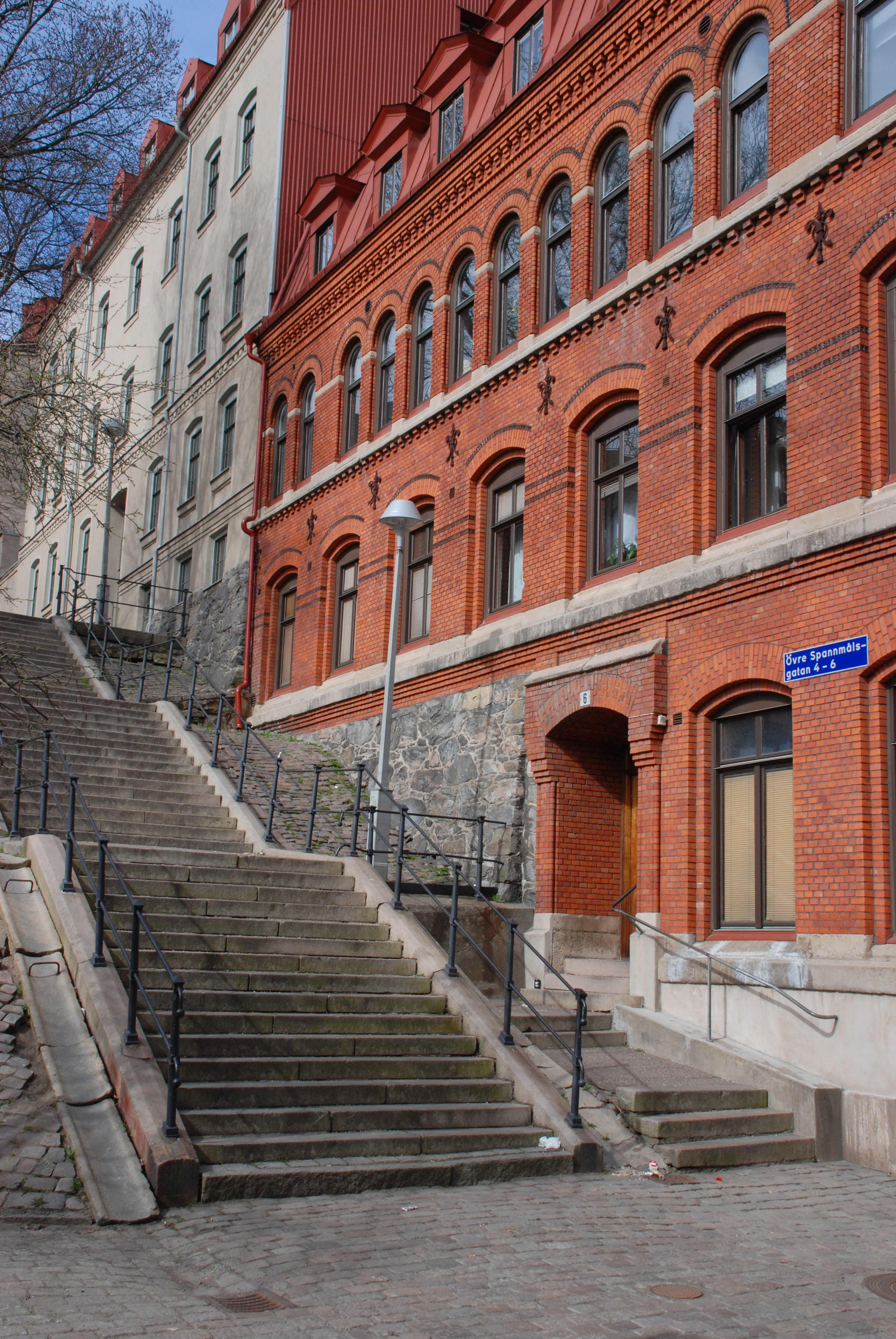
Den röda tegelbyggnaden uppfördes 1883 som skofabrik åt firma R. Bergmark & Co. År 1981 byggdes huset om till bostäder.

Övre Spannmålsgatan är en trappgata inom stadsdelen Nordstaden i Göteborg. Den är cirka 70 meter lång och sträcker sig från Spannmålsgatan till Kvarnbergsgatan på Kvarnberget.
Gatan fick sitt namn 1883, och delar etymologi med Spannmålsgatan. Äldre namn var Kvarnbergstrappan samt Kvarnbergsliden.